# Atletiek op de Paralympische Zomerspelen 1988
Op de VIIIe Paralympische Spelen die in 1988 werden gehouden in het Zuid-Koreaanse Seoel was atletiek een van de 18 sporten die werd beoefend tijdens deze spelen. Vanaf dit jaar werden de Paralympische Zomerspelen weer in hetzelfde land als de Olympische Spelen gehouden.

## Disciplines
Er stonden bij de atletiek zestien disciplines op het programma.
- Estafette
- Hardlopen
- Kegelwerpen
- Discuswerpen
- Cross Country
- Slagbal

- Hoogspringen
- Speerwerpen
- Verspringen
- Slalom
- Marathon

- Vijfkamp
- Kogelstoten
- Hink-stap-springen
- Afstandswerpen
- Precisie werpen

## Mannen

### Estafette
| Rank | Land             | Tijd    |
| ---- | ---------------- | ------- |
| 1    | Verenigde Staten | 1:23.52 |
| 2    | Australië        | 1:28.14 |
| 3    | Italië           | 1:28.72 |

| Rank | Land             | Tijd    |
| ---- | ---------------- | ------- |
| 1    | West-Duitsland   | 1:00.31 |
| 2    | Zuid-Korea       | 1:02.74 |
| 3    | Verenigde Staten | 1:03.09 |

| Rank | Land             | Tijd  |
| ---- | ---------------- | ----- |
| 1    | Australië        | 47.08 |
| 2    | China            | 47.15 |
| 3    | Verenigde Staten | 50.96 |

| Rank | Land             | Tijd  |
| ---- | ---------------- | ----- |
| 1    | Zuid-Korea       | 50.18 |
| 2    | Verenigde Staten | 52.36 |
| 3    | Hongkong         | 52.74 |

| Rank | Land             | Tijd    |
| ---- | ---------------- | ------- |
| 1    | Verenigde Staten | 2:31.17 |
| 2    | Zwitserland      | 2:33.49 |
| 3    | Australië        | 2:41.43 |

| Rank | Land           | Tijd    |
| ---- | -------------- | ------- |
| 1    | West-Duitsland | 1:56.66 |
| 2    | Zwitserland    | 1:58.67 |
| 3    | Zuid-Korea     | 2:01.41 |

| Rank | Land           | Tijd    |
| ---- | -------------- | ------- |
| 1    | West-Duitsland | 3:54.19 |
| 2    | Zwitserland    | 4:00.13 |
| 3    | Zuid-Korea     | 4:01.02 |

| Rank | Land           | Tijd    |
| ---- | -------------- | ------- |
| 1    | Australië      | 3:55.27 |
| 2    | China          | 4:03.35 |
| 3    | West-Duitsland | 4:37.00 |

### Hardlopen

#### 100 m
| Klasse   | tijd  | land | Goud              | land | Zilver               | land | Brons                       |
| -------- | ----- | ---- | ----------------- | ---- | -------------------- | ---- | --------------------------- |
| 1A       | 24.22 | FRG  | Hans Lubbering    | USA  | Bart Dodson          | SUI  | Rainer Kueschall            |
| 1B       | 20.39 | GBR  | Peter Carruthers  | AUS  | Vincenzo Vallelonga  | USA  | William Furbish             |
| 1C       | 20.14 | USA  | Randy Dorman      | CAN  | Andre Beaudoin       | NED  | Theo Duyvestijn             |
| 2        | 16.49 | FRG  | Errol Marklein    | CAN  | Marc Quessy          | USA  | Bob Gibson                  |
| 3        | 16.49 | FRG  | Robert Figl       | SWE  | Lars Lofstrom        | KOR  | Duk Ho Hong                 |
| 4        | 15.96 | KOR  | Hee Sang Yu       | NED  | Jan Kleinheerenbrink | KOR  | Byung Woo Kim               |
| 5-6      | 15.55 | KOR  | Bong Ho Lee       | BRN  | Adel Sultan          | BRA  | Iranilson Loiveira da Silva |
| A1-3A9L2 | 15.63 | CAN  | Daniel Westley    | FRA  | Mustapha Badid       | SWE  | Hakan Ericsson              |
| A2A9     | 15.77 | USA  | Todd Schaffhauser | AUS  | Kerrod McGregor      | AUT  | Andreas Siegl               |
| A4A9     | 11.73 | USA  | Dennis Oehler     | AUS  | Adrian Lowe          | GBR  | Robert Barrett              |
| A5A7     | 11.88 | POL  | Jerzy Szlezak     | FRG  | Matthias Bergamo     | CHN  | Xuewen Qiu                  |
| A6A8A9L4 | 11.38 | GBR  | Nigel Coultas     | CAN  | William Wiebe        | AUS  | Rodney Nugent               |
| B1       | 11.86 | URS  | Victor Riabochtan | URS  | Sergei Sevastianov   | JPN  | Yukio Minami                |
| B2       | 11.72 | URS  | Alexandre Mokhir  | USA  | Andre Asbury         | BRA  | Marcelino Paz               |
| B3       | 11.63 | AUS  | David Goodman     | FRG  | Uwe Mehlmann         | ITA  | Aldo Manganaro              |
| C2       | 22.80 | USA  | David Osborn      | DEN  | Mogens Justesen      | IRL  | Darrin Jordan               |
| C3       | 21.81 | CAN  | Jamie Bone        | SWE  | Par Boman            | CAN  | David Severin               |
| C4-5     | 20.23 | CAN  | Robert Easton     | CAN  | Michael Johner       | USA  | David Larson                |
| C6       | 13.16 | DEN  | Henrik Thomsen    | GBR  | Colin Keay           | JPN  | Naoki Matsui                |
| C7       | 12.88 | ISL  | Haukur Gunnarsson | FRA  | Michel Bapte         | HKG  | Yiu Cheung Cheung           |
| C8       | 11.79 | KOR  | Hoon Son          | POR  | Jose Rebelo          | USA  | Thomas Dieti                |

#### 200 m
| Klasse   | tijd   | land | Goud                 | land | Zilver            | land | Brons             |
| -------- | ------ | ---- | -------------------- | ---- | ----------------- | ---- | ----------------- |
| 1A       | 45.00  | FRG  | Hans Lubbering       | FRG  | Gunther Obert     | SUI  | Giuseppe Forni    |
| 1B       | 39.85  | CAN  | Serge Raymond        | SWE  | Jan-Owe Mattsson  | USA  | Bruce Froendt     |
| 1C       | 38.21  | CAN  | Andre Beaudoin       | NZL  | Stuart Minifie    | USA  | Darrell Ray       |
| 2        | 32.81  | FRG  | Errol Marklein       | FRG  | Wolfgang Petersen | AUS  | Mike Nugent       |
| 3        | 29.23  | SWE  | Lars Lofstrom        | BEL  | Paul Van Winkel   | FRG  | Robert Figl       |
| 4        | 31.34  | NED  | Jan Kleinheerenbrink | MEX  | Saul Mendoza      | MEX  | Aaron Gordian     |
| 5-6      | 131.21 | FRG  | Franz Nietlispach    | KOR  | Bong Ho Lee       | MEX  | Jose Manuel Rios  |
| A1-3A9L2 | 28.75  | FRA  | Mustapha Badid       | CAN  | Daniel Wesley     | SWE  | Hakan Ericsson    |
| A4A9     | 24.37  | USA  | Dennis Oehler        | AUS  | Adrian Lowe       | GBR  | Robert Barrett    |
| A5A7     | 24.37  | POL  | Jerzy Szlezak        | FRG  | Matthias Bergamo  | CHN  | Xuewen Qiu        |
| A6A8A9L4 | 22.77  | GBR  | Nigel Coultas        | FIN  | Harri Jauhiainen  | AUS  | Rodney Nugent     |
| C2       | 47.17  | USA  | David Osborn         | IRL  | Darrin Jordan     | DEN  | Mogens Justesen   |
| C3       | 41.63  | CAN  | Jamie Bone           | USA  | Rene Rivera       | SWE  | Par Boman         |
| C4-5     | 37.98  | CAN  | Robert Easton        | CAN  | Michael Johner    | CAN  | Michael Johner    |
| C6       | 27.29  | GBR  | Colin Keay           | DEN  | Henrik Thomsen    | GBR  | Gordon Robertson  |
| C7       | 26.00  | AUS  | Bradley Hill         | KOR  | Sung Kook Kang    | ISL  | Haukur Gunnarsson |
| C8       | 24.74  | KOR  | Hoon Son             | POR  | Jose Rebelo       | AUS  | Robert Biancucci  |

#### 400 m
| Klasse   | tijd    | land | Goud              | land | Zilver                  | land | Brons                |
| -------- | ------- | ---- | ----------------- | ---- | ----------------------- | ---- | -------------------- |
| 1A       | 1:34.56 | FRG  | Gunther Obert     | FRG  | Hans Lubbering          | FRG  | Heinrich Koeberle    |
| 1B       | 1:16.06 | CAN  | Clayton Gerein    | CAN  | Daryl Stubel            | SWE  | Jan-Owe Mattsson     |
| 1C       | 1:10.15 | USA  | Jeff Worthington  | CAN  | Andre Beaudoin          | USA  | Darrell Ray          |
| 2        | 1:00.46 | FRG  | Errol Marklein    | USA  | Richard Espinosa        | GBR  | Chris Hallam         |
| 3        | 55.78   | BEL  | Paul Van Winkel   | FRG  | Robert Figl             | SWE  | Lars Lofstrom        |
| 4        | 59.02   | FRA  | Farid Amarouche   | NED  | Roelof Keen             | NED  | Jan Kleinheerenbrink |
| 5-6      | 55.82   | SUI  | Franz Nietlispach | USA  | John Anderson           | KOR  | Bong Ho Lee          |
| A1-3A9L2 | 57.30   | SWE  | Hakan Ericsson    | CAN  | Daniel Westley          | CAN  | Ted Vince            |
| A4A9     | 56.26   | USA  | Dennis Oehler     | AUS  | Adrian Lowe             | AUS  | Andrew O'Sullivan    |
| A5A7     | 54.89   | CAN  | Jeff Tiessen      | POL  | Jerzy Szlezak           | YUG  | Slobodan Adzic       |
| A6A8A9L4 | 50.67   | FIN  | Harri Jauhiainen  | GBR  | Nigel Coultas           | KOR  | Duk Ki Kim           |
| B1       | 53.87   | URS  | Victor Riabochtan | BRA  | Cesar Antonio Gualberto | ITA  | Clavno Costa         |
| B2       | 52.34   | AUT  | Kurt Prall        | BRA  | Elmo Riberio            | URS  | A. Pomykalov         |
| B3       | 50.18   | GBR  | Simon Butler      | USA  | Brian Pegram            | AUS  | Jason Walsh          |
| C2       | 1:40.80 | USA  | David Osborn      | DEN  | Mogens Justesen         | IRL  | Darrin Jordan        |
| C3       | 1:23.11 | CAN  | Jamie Bone        | USA  | Rene Rivera             | CAN  | David Severin        |
| C4-5     | 1:18.43 | CAN  | Robert Easton     | CAN  | Gino Vendetti           | USA  | David Larson         |
| C6       | 1:01.73 | GBR  | Colin Keay        | GBR  | Gordon Robertson        | TUN  | Monaam Elabed        |
| C7       | 57.71   | KOR  | Sung Kook Kang    | AUS  | Bradley Hill            | ISL  | Haukur Gunnarsson    |
| C8       | 57.28   | USA  | Thomas Dietz      | AUS  | Robert Biancucci        | POR  | Jose Rebelo          |

#### 800 m
| Klasse   | tijd    | land | Goud              | land | Zilver               | land | Brons             |
| -------- | ------- | ---- | ----------------- | ---- | -------------------- | ---- | ----------------- |
| 1A       | 3:01.09 | FRG  | Gunther Obert     | FRG  | Hans Lubbering       | FRG  | Heinrich Koeberle |
| 1B       | 2:36.46 | CAN  | Clayton Gerein    | SUI  | Peter Schmid         | SWE  | Jan-Owe Mattsson  |
| 1C       | 2:26.14 | USA  | Jeff Worthington  | USA  | John Brewer          | CAN  | Andre Beaudoin    |
| 2        | 2:00.89 | CAN  | Paul Clark        | SUI  | Heinz Frei           | FRG  | Wolfgang Petersen |
| 3        | 1:55.61 | BEL  | Paul Van Winkel   | SWE  | Lars Lofstrom        | CAN  | Andre Viger       |
| 4        | 2:00.69 | USA  | Rafael Ibarra     | FRA  | Farid Amarouche      | MEX  | Saul Mendoza      |
| 5-6      | 1:55.67 | SUI  | Franz Nietlispach | USA  | John Anderson        | CAN  | Jeffrey Adams     |
| A1-3A9L2 | 2:01.54 | CAN  | Daniel Westley    | SWE  | Hakan Ericsson       | USA  | Kevin Orr         |
| A6A8A9L4 | 1:58.43 | ESP  | Angel Marin       | FIN  | Harri Jauhiainen     | FRA  | Jean-Yves Arvier  |
| B1       | 2:02.81 | GBR  | Robert Matthews   | ITA  | Clavno Costa         | CAN  | Keith Myette      |
| B2       | 1:57.83 | GBR  | Noel Thatcher     | URS  | A. Pomykalov         | FRA  | Michel Pavon      |
| B3       | 1:57.08 | GBR  | Anthony Hamilton  | URS  | Farzat Timerboulatov | USA  | Tyrone Branch     |
| C2       | 3:46.58 | USA  | David Osborn      | DEN  | Mogens Justesen      | CAN  | Ken Thomas        |
| C7       | 2:15.82 | BEL  | Benny Govaerts    | KOR  | Sung Kook Kang       | CAN  | Robert Mearns     |
| C8       | 2:13.76 | AUS  | Robert Biancucci  | USA  | Keith Pittman        | ESP  | Javier Salmeron   |

#### 1500 m
| Klasse   | tijd     | land | Goud              | land | Zilver                 | land | Brons               |
| -------- | -------- | ---- | ----------------- | ---- | ---------------------- | ---- | ------------------- |
| 1A       | 5:34.63  | FRG  | Heinrich Koeberle | FRG  | Gunther Obert          | USA  | Bart Dodson         |
| 1B       | 5:11.65  | CAN  | Serge Raymond     | CAN  | Clayton Gerein         | SUI  | Peter Schmid        |
| 1C       | 5:12.724 | USA  | Jeff Worthington  | USA  | John Brewer            | AUS  | Alan Dufty          |
| 2        | 3:45.34  | SUI  | Heinz Frei        | CAN  | Paul Clark             | FRG  | Wolfgang Petersen   |
| 3        | 3:49.96  | SWE  | Lars Lofstrom     | BEL  | Paul Van Winkel        | FRG  | Gregor Golombek     |
| 4        | 3:52.40  | FRA  | Farid Amarouche   | FRA  | Jean Francois Poitevin | USA  | Robert Courtney     |
| 5-6      | 3:58.98  | SUI  | Franz Nietlispach | USA  | John Anderson          | CAN  | Jeffrey Adams       |
| A1-3A9L2 | 3:57.95  | FRA  | Mustapha Badid    | CAN  | Daniel Westley         | FRA  | Philippe Couprie    |
| A6A8A9L4 | 4:09.82  | ESP  | Angel Marin       | FIN  | Kai Pirttijarvi        | EGY  | Sameh Ahmed         |
| B1       | 4:09.75  | GBR  | Robert Matthews   | NOR  | Terje Loevaas          | NOR  | Tofiri Kibuuka      |
| B2       | 4:05.53  | ESP  | Mariano Ruiz      | GBR  | Noel Thatcher          | FRA  | Michel Pavon        |
| B3       | 4:11.13  | GBR  | Anthony Hamilton  | URS  | Farzat Timerboulatov   | USA  | Tyrone Branch       |
| C7       | 4:35.86  | BEL  | Benny Govaerts    | YUG  | Rudolf Kocmut          | CAN  | Robert Mearns       |
| C8       | 4:48.86  | FIN  | Ari Lehto         | IRL  | John McGuinness        | GBR  | Stephen Syndercombe |

#### 5000 m
| Klasse   | tijd     | land | Goud              | land | Zilver                 | land | Brons            |
| -------- | -------- | ---- | ----------------- | ---- | ---------------------- | ---- | ---------------- |
| 1A       | 19:23.38 | FRG  | Heinrich Koeberle | FRG  | Hans Lubbering         | FRG  | Gunther Obert    |
| 1B       | 17:48.84 | CAN  | Clayton Gerein    | SWE  | Jan-Owe Mattsson       | SUI  | Peter Schmid     |
| 1C       | 17:37.92 | USA  | Jeff Worthington  | FRG  | Johann Kastner         | ITA  | Carmelo Addaris  |
| 2        | 13:23.25 | FRG  | Wolfgang Petersen | SUI  | Heinz Frei             | FRG  | Errol Marklein   |
| 3        | 14:16.38 | BEL  | Paul Van Winkel   | FRG  | Gregor Golombek        | CAN  | Andre Viger      |
| 4        | 13:46.25 | FRA  | Farid Amarouche   | FRA  | Jean Francois Poitevin | MEX  | Saul Mendoza     |
| 5-6      | 14:53.95 | SUI  | Franz Nietlispach | MEX  | Jose Manuel Rios       | NED  | Iwan van Breemen |
| A1-3A9L2 | 13:03.58 | FRA  | Mustapha Badid    | CAN  | Daniel Westley         | USA  | Kevin Orr        |
| A6A8A9L4 | 15:26.64 | ESP  | Angel Marin       | KOR  | Hyun Sik Hwang         | YUG  | Sloboda Adzic    |
| B1       | 16:17.60 | GBR  | Robert Matthews   | NOR  | Tofiri Kibuuka         | NOR  | Terje Loevaas    |
| B2       | 15:23.05 | ESP  | Mariano Ruiz      | FRA  | Michel Pavon           | URS  | A Pomykalov.     |
| B3       | 15:09.84 | USA  | Carlos Talbott    | GBR  | Mark Farnell           | USA  | Leamon Stansell  |

#### 10.000 m
| Klasse   | tijd     | land | Goud                   | land | Zilver            | land | Brons            |
| -------- | -------- | ---- | ---------------------- | ---- | ----------------- | ---- | ---------------- |
| 2        | 27:27.07 | SUI  | Heinz Frei             | FRG  | Wolfgang Petersen | SUI  | Jean-Marc Berset |
| 3        | 26:32.43 | FRG  | Gregor Golombek        | CAN  | Andre Viger       | SUI  | Urs Scheidegger  |
| 4        | 27:35.44 | FRA  | Jean Francois Poitevin | FRA  | Farid Amarouche   | FIN  | Antti Dahlberg   |
| A6A8A9L4 | 34:08.74 | KOR  | Hyun Sik Hwang         | FIN  | Jari Naranen      | FRA  | Jean-Yves Arvier |

### Kegelwerpen
| Klasse | Afstand | land | Goud           | land | Zilver             | land | Brons            |
| ------ | ------- | ---- | -------------- | ---- | ------------------ | ---- | ---------------- |
| 1A     | 23.44   | FRG  | Edund Weber    | ARG  | Jose Daniel Haylan | ITA  | Paolo D'Agostini |
| C2     | 26.51   | KOR  | Se Ho Park     | GBR  | Steven Varden      | IRL  | Thomas Leahy     |
| C4     | 38.12   | GBR  | Michael Walker | GBR  | Norman Burns       | AUT  | Josef Fuchs      |
| C5     | 55.02   | GBR  | Paul Williams  | USA  | Denton Johnson     | FRG  | Michael Quickert |
| C6     | 41.86   | JPN  | Naoki Matsui   | KOR  | Tae Joon Kwon      | KUW  | Fahed Al-Mutairi |

### Cross Country

#### 3000 m
| Klasse | Tijd    | land | Goud        | land | Zilver       | land | Brons         |
| ------ | ------- | ---- | ----------- | ---- | ------------ | ---- | ------------- |
| C6     | 11:59.9 | GBR  | James Sands | KOR  | Dae Kwan Kim | TUN  | Monaam Elabed |

#### 5000 m
| Klasse | Tijd    | land | Goud           | land | Zilver           | land | Brons           |
| ------ | ------- | ---- | -------------- | ---- | ---------------- | ---- | --------------- |
| C7     | 20:02.9 | BEL  | Benny Govaerts | FRG  | Dieter Carius    | CAN  | David Howe      |
| C8     | 19:56.0 | FIN  | Ari Lehto      | GBR  | Gerard McConnell | IRL  | John McGuinness |

### Discuswerpen
| Klasse   | Afstand | land | Goud                    | land | Zilver             | land | Brons                |
| -------- | ------- | ---- | ----------------------- | ---- | ------------------ | ---- | -------------------- |
| 1A       | 13.48   | FRG  | Edund Weber             | ARG  | Jose Daniel Haylan | ARG  | Carlos Maslup        |
| 1B       | 14.02   | CAN  | Richard Reelie          | USA  | Douglas Heir       | USA  | Gabriel Diaz de Leon |
| 1C       | 25.10   | BRA  | Luis Claudio Pereira    | FRG  | Siegmar Henker     | NZL  | Grant Buchanan       |
| 2        | 24.70   | IRL  | John Twomey             | CAN  | Gary Schaff        | AUS  | Bruce Wallrodt       |
| 3        | 29.94   | IRI  | Mokhtar Nourafshan      | CAN  | Stewart McKeown    | IRI  | Saiid Reza Chavoshi  |
| 4        | 36.66   | AUT  | Luis Grieb              | AUS  | Terry Giddy        | CAN  | Jacques Martinez     |
| 5        | 36.68   | EGY  | Mohamed Abdulla Mohamed | GBR  | John Harris        | FRA  | Rudi van den Abbeele |
| 6        | 44.80   | ISR  | Nachman Wolf            | KUW  | Ayad Al-Ali        | AUS  | Rene Ahrens          |
| A1-3A9L3 | 25.30   | AUT  | Walter Pichler          | CAN  | John Belanger      | IRI  | Hassan Samavati      |
| A2A9     | 37.28   | AUS  | Kerrod McGregor         | FRG  | Roberto Simonazzi  | AUS  | John Eden            |
| A3A9     | 38.88   | IRL  | Ronan Tynan             | CHN  | Bin Zhao           | FRG  | Hubert Burschgens    |
| A4A9     | 43.80   | CHN  | Zhen Yu Yao             | FRG  | Hans Joseflak      | USA  | Scott Ison           |
| A6A8A9L6 | 44.06   | POL  | Jerzy Dabrowski         | FRG  | Thomas Nuss        | FIN  | Harri Jauhiainen     |
| B1       | 34.52   | USA  | Richard Ruffalo         | USA  | Leroy Franks       | FIN  | Pekka Kujala         |
| B2       | 38.74   | BUL  | Gueorgui Sakelarov      | FIN  | Raimo Heikkinen    | POL  | Andrzej Godlewski    |
| B3       | 40.18   | AUS  | Russell Short           | GBR  | Jonathan Ward      | USA  | Garland Burris       |
| C3       | 16.12   | IRL  | Paul Cassin             | FRG  | Walter Spangler    | YUG  | Zeljko Dereta        |
| C4       | 23.80   | GBR  | Michael Walker          | NOR  | Ragnar Anundsen    | USA  | Eric Owens           |
| C5       | 33.56   | GBR  | Paul WIlliams           | NED  | Willem Noorduin    | ITA  | Giovanni Loiacono    |
| C7       | 34.64   | AUT  | Anton Scheiber          | FIN  | Timo Solmari       | NED  | Ruud Sybes           |

### Afstandswerpen
| Klasse | Afstand | land | Goud        | land | Zilver       | land | Brons       |
| ------ | ------- | ---- | ----------- | ---- | ------------ | ---- | ----------- |
| C1     | 15.88   | KOR  | Keung Ho Ku | KOR  | Keung Ho Lee | KOR  | Ji Hwan Yun |

### Hoogspringen
| Klasse   | Hoogte | land | Goud            | land | Zilver           | land | Brons             |
| -------- | ------ | ---- | --------------- | ---- | ---------------- | ---- | ----------------- |
| A2A9     | 1.94   | CAN  | Arnold Boldt    | AUT  | Andreas Siegl    | FRG  | Gunther Beltiz    |
| A4A9     | 1.68   | USA  | Ronnie Alsup    | AUS  | Michael Hackett  | FRG  | Jurgen Johann     |
| A6A8A9L6 | 1.91   | GBR  | Nigel Coultas   | CHN  | Shaomin Yang     | AUS  | Rodney Nugent     |
| B1       | 1.59   | ITA  | Italo Sacchetto | INA  | Hadi Abdulaziz   | JPN  | Yukio Minani      |
| B2       | 1.81   | URS  | Vadim Kalmykov  | FRG  | Norbert Antlitz  | JPN  | Masanobi Horiuchi |
| B3       | 1.81   | URS  | Oleg Chepel     | JPN  | Hiroaki Nakamura | BEL  | Danny de Meersman |

### Speerwerpen
| Klasse   | Afstand | land | Goud                     | land | Zilver              | land | Brons                |
| -------- | ------- | ---- | ------------------------ | ---- | ------------------- | ---- | -------------------- |
| 1B       | 13.54   | CAN  | Richard Reelie           | USA  | Douglas Heir        | GRE  | Christos Agourakis   |
| 1C       | 20.90   | BRA  | Luis Claudio Pereira     | FRG  | Siegmar Henker      | YUG  | Milorad Nikolic      |
| 2        | 24.32   | AUS  | Bruce Wallrodt           | FIN  | Matti Leinonen      | FRG  | Hermann Nortmann     |
| 3        | 26.56   | SWE  | Mats Laveborn            | FIN  | Mikael Saleva       | YUG  | Marjan Peternelj     |
| 4        | 27.52   | IRI  | Mohammad-Hadi Yar-Ahmadi | JAM  | Jefferson Davis     | FRG  | Johann Schuhbauer    |
| 5        | 28.32   | IRI  | Javad Abdollahzadeh      | KEN  | Samson Mosoti       | GBR  | Leslie Jones         |
| 6        | 45.14   | KUW  | Adnan Al-Khulefi         | ISR  | Nachman Wolf        | KUW  | Aly Mohamed          |
| A1-3A9L3 | 26.26   | POL  | Slawomir Karpinski       | CAN  | John Belanger       | USA  | John Jerome          |
| A2A9     | 47.08   | NED  | Jos van der Donk         | FRG  | Roberto Simonazzi   | AUS  | Kerrod McGregor      |
| A3A9     | 39.68   | FRG  | Hubert Burschgens        | THA  | Sakul Kumtan        | IRL  | Ronan Tynan\|        |
| A4A9     | 46.90   | FIN  | Erkki Kasma              | CAN  | James Enright       | CHN  | Chang Ting Sun       |
| A6A8A9L6 | 51.18   | AUT  | Harald Roth              | POL  | Jerzy Dabrowski     | JPN  | Toshiaki Ogura       |
| B1       | 44.16   | URS  | Vitautas Guirnus         | FIN  | Timo Sulisalo       | JPN  | Mineho Ozaki         |
| B2       | 50.84   | URS  | Alexandre Mokhir         | FIN  | Raimo Heikkinen     | POL  | Andrzej Godlewski    |
| B3       | 54.72   | AUS  | Russell Short            | POL  | Jan Brzegowski      | URS  | Andrei Kolyvanov     |
| C4       | 20.62   | GBR  | Michael Walker           | GBR  | Norman Burns        | NOR  | Ragnar Anundsen      |
| C5       | 39.14   | GBR  | Paul WIlliams            | USA  | Denton Johnson      | FRG  | Michael Quickert     |
| C6       | 26.72   | KOR  | Tae Joon Kwon            | BRA  | Claudio Nunes Silva | FRG  | Stefan Krieger       |
| C7       | 44.36   | FIN  | Antti Makinen            | KOR  | Jang Hwan Koh       | NOR  | Knut Amundsen        |
| L4       | 30.54   | GBR  | Ian Hayden               | USA  | Scott Danberg       | POL  | Miroslaw Maliszewski |
| L5       | 47.52   | FRG  | Dirk Mimberg             | IRI  | Ahmad Rezaii        | FRA  | Eric Laderval        |

### Slagbal
| Klasse | Afstand | land | Goud              | land | Zilver          | land | Brons        |
| ------ | ------- | ---- | ----------------- | ---- | --------------- | ---- | ------------ |
| C2     | 32.17   | IRL  | Michael McCormack | POR  | Manuel Baltazar | IRL  | David Boland |

### Verspringen
| Klasse   | Afstand | land | Goud           | land | Zilver          | land | Brons             |
| -------- | ------- | ---- | -------------- | ---- | --------------- | ---- | ----------------- |
| A2A9     | 4.49    | USA  | Albert Mead    | CAN  | Arnold Boldt    | AUS  | Kerrod McGregor   |
| A4A9     | 5.38    | USA  | Ronnie Alsup   | CHN  | Chang Ting Sun  | USA  | Matthew Bulow     |
| A6A8A9L6 | 6.72    | AUS  | Rodney Nugent  | CHN  | Shaomin Yang    | GRE  | Georgios Toptsis  |
| B1       | 6.27    | JPN  | Mineho Ozaki   | ESP  | Antonio Delgado | URS  | Victor Riabochtan |
| B2       | 6.35    | URS  | Vadim Kalmykov | USA  | Andre Asbury    | JPN  | Yukio Mita        |
| B3       | 6.61    | URS  | Oleg Chepel    | FRG  | Ulrich Striegel | GBR  | Simon Butler      |
| C7       | 5.01    | FRA  | Michel Bapte   | FIN  | Antti Makinen   | FIN  | Timo Solmari      |
| C8       | 5.60    | KOR  | Hoon Son       | USA  | Thomas Dietz    | USA  | Keith Pittman     |

### Marathon
| Klasse     | tijd    | land | Goud                   | land | Zilver           | land | Brons                  |
| ---------- | ------- | ---- | ---------------------- | ---- | ---------------- | ---- | ---------------------- |
| 1A         | 2:50:39 | FRG  | Heinrich Koeberle      | SUI  | Rainer Kueschall | USA  | Bart Dodson            |
| 1B         | 2:07:47 | CAN  | Serge Raymond          | SWE  | Jan-Owe Mattsson | CAN  | Clayton Gerein         |
| 1C         | 2:08:38 | USA  | John Brewer            | AUS  | Alan Dufty       | FRG  | Johann Kastner         |
| 2          | 1:40:17 | CAN  | Marc Quessy            | CAN  | Paul Clark       | USA  | Michael Trujillo       |
| 3          | 1:45:39 | CAN  | Andre Viger            | SUI  | Urs Scheidegger  | USA  | Phil Carpenter         |
| 4          | 1:40:18 | FRA  | Jean Francois Poitevin | FRA  | Farid Amarouche  | USA  | Rafael Ibarra          |
| 5-6        | 1:53:39 | USA  | John Puffenberger      | USA  | Tom Foran        | AUT  | Georg Schrattenecker   |
| A1-3A9L1-2 | 1:40:14 | FRA  | Mustapha Badid         | FRA  | Philippe Couprie | CAN  | Ted Vince              |
| B1         | 2:45:48 | NOR  | Joerund Gaasemyr       | ISR  | David Jakubovich | BRA  | Carlos Roberto Sestrem |
| B2         | 2:35:43 | GBR  | Stephen Brunt          | FRA  | Paul Collet      | NZL  | David Mills            |
| B3         | 2:22:55 | USA  | Carlos Talbott         | GBR  | Mark Farnell     | POL  | Wieslaw Miech          |

### Vijfkamp
| Klasse | punten  | land | Goud                 | land | Zilver               | land | Brons                 |
| ------ | ------- | ---- | -------------------- | ---- | -------------------- | ---- | --------------------- |
| 1C     | 5169.30 | FRG  | Siegmar Henker       | BRA  | Luis Claudio Pereira | AUT  | Christoph Etzlstorfer |
| 2      | 4098.09 | FRG  | Hermann Nortmann     | FIN  | Matti Leinonen       | USA  | Kevin Saunders        |
| 3      | 3484.65 | FRG  | Peter Weidkamp       | AUT  | Josef Loisinger      | ITA  | Renato Misturini      |
| 4      | 4283.55 | AUT  | Walter Pfaller       | BEL  | Remi van Ophem       | FRG  | Johann Schuhbauer     |
| 5-6    | 4668.01 | FRA  | Rudi van den Abbeele | FRG  | Eugen Weiberle       | KUW  | Adnan Al-Khulefi      |
| A4A9   | 3760.08 | AUT  | Manfred Hartl        | AUS  | Bradley Thomas       | ITA  | Alessandro Kuris      |
| B1     | 2390    | URS  | Vitautas Guirnus     | URS  | Sergei Sevastianov   | POL  | Zbigniew Kubacki      |
| B2     | 3096    | URS  | Vadim Kalmykov       | URS  | Alexandre Mokhir     | USA  | James Osmon           |
| B3     | 2716    | URS  | Oleg Chepel          | FIN  | Hannu Argillander    | GBR  | Jonathan Ward         |

### Precisie Werpen
| Klasse | punten | land | Goud        | land | Zilver      | land | Brons           |
| ------ | ------ | ---- | ----------- | ---- | ----------- | ---- | --------------- |
| C1     | 96     | KOR  | Keung Ho Ku | USA  | Jayesh Amin | POR  | Antonio Marques |

### Kogelstoten
| Klasse   | Afstand | land | Goud                 | land | Zilver                  | land | Brons                  |
| -------- | ------- | ---- | -------------------- | ---- | ----------------------- | ---- | ---------------------- |
| 1A       | 6.52    | FRG  | Edund Weber          | ARG  | Jose Daniel Haylan      | GBR  | James Richardson       |
| 1B       | 7.27    | CAN  | Richard Reelie       | USA  | Douglas Heir            | USA  | Gabriel Diaz de Leon   |
| 1C       | 8.61    | BRA  | Luis Claudio Pereira | FRG  | Siegmar Henker          | NZL  | Grant Buchanan         |
| 2        | 7.83    | AUS  | Bruce Wallrodt       | GBR  | Kevan McNicholas        | KUW  | Mubarak Al-Enezi       |
| 3        | 9.41    | SWE  | Mats Laveborn        | FIN  | Mikael Saleva           | CAN  | Stewart McKeown        |
| 4        | 10.83   | CAN  | Jacques Martinez     | USA  | Arnold Astrada          | GBR  | Terence Hopkins        |
| 5        | 9.98    | EGY  | Ernest Guild         | EGY  | Mohamed Abdulla Mohamed | FRA  | Rudi van den Abbeele   |
| 6        | 14.01   | KUW  | Husain Al-Enezi      | ISR  | Nachman Wolf            | KUW  | Ayad Al-Ali            |
| A1-3A9L3 | 8.69    | AUT  | Walter Pichler       | USA  | John Jerome             | CAN  | John Belanger          |
| A2A9     | 11.70   | FRG  | Roberto Simonazzi    | HUN  | Istvan Nanasi           | POL  | Andrzej Zmitrowicz     |
| A3A9     | 10.73   | FRG  | Hubert Burschgens    | IRL  | Ronan Tynan             | CHN  | Bin Zhao               |
| A4A9     | 13.22   | JPN  | Yuichi Yamamoto      | INA  | Soeparni                | USA  | Scott Ison             |
| A6A8A9L6 | 13.35   | POL  | Jerzy Dabrowski      | JPN  | Toshiaki Ogura          | FRG  | Thomas Nuss            |
| B1       | 12.64   | USA  | James Neppl          | USA  | Richard Ruffalo         | FIN  | Pekka Kujala           |
| B2       | 13.36   | BUL  | Gueorgui Sakelarov   | FIN  | Urpo Vainio             | POL  | Andrzej Godlewski      |
| B3       | 12.67   | GBR  | Jonathan Ward        | HUN  | Denes Nagy              | AUS  | Russell Short          |
| C2       | 5.66    | KOR  | Se Ho Park           | IRL  | Thomas Leahy            | KUW  | Khaled Khaled          |
| C3       | 6.07    | IRL  | Paul Cassin          | USA  | Phillip Laing           | FRG  | Walter Spangler        |
| C4       | 7.08    | GBR  | Michael Walker       | NOR  | Ragnar Anundsen         | IRL  | Gerard Naughton        |
| C5       | 11.10   | USA  | Denton Johnson       | GBR  | Paul WIlliams           | AUT  | Momfred Atteneder      |
| C6       | 13.56   | BEL  | Alex Hermans         | FRG  | Heinz Bohlander         | BRA  | Sebastiao Antonio Neto |
| C7       | 11.53   | AUT  | Anton Scheiber       | FIN  | Timo Solmari            | NED  | Ruud Sybes             |
| C8       | 11.88   | FIN  | Marko Luukkanen      | USA  | Michael McDevitt        | USA  | Thomas Dietz           |
| L4       | 9.83    | FRG  | Peter Hermann        | GBR  | Ian Hayden              | GBR  | Brian Lessiter         |
| L5       | 12.29   | FRG  | Dirk Mimberg         | FRG  | Rainer Guhl             | IRI  | Ali Asghar Hadizadeh   |

### Slalom
| Klasse | tijd   | land | Goud              | land | Zilver         | land | Brons               |
| ------ | ------ | ---- | ----------------- | ---- | -------------- | ---- | ------------------- |
| 1A     | 3:08.8 | BRN  | Khaled Al Saqer   | ARG  | Carlos Maslup  | BRN  | Ali Alhasan         |
| 1B     | 2:17.0 | JPN  | Akihiko Onodera   | SUI  | Eric Walter    | AUS  | Vincenzo Vallelonga |
| 1C     | 2:14.2 | JPN  | Kiichiro Hashiba  | KUW  | Tareq Al-Naser | ITA  | Carmelo Addaris     |
| 2      | 1:56.2 | KOR  | In Kwon Jung      | NZL  | Graham Condon  | JPN  | Kazumi Kanazawa     |
| 3      | 1:54.2 | JPN  | Seiji Hayashi     | JPN  | Takao Ishii    | JPN  | Takeshi Iwasaki     |
| 4      | 1:42.5 | JPN  | Katsuaki Takemura | SWE  | Rolf Johansson | JPN  | Yasuhiro Fujikawa   |
| 5-6    | 1:37.8 | SUI  | Franz Nietlispach | KUW  | Nezar Ahmad    | JPN  | Teruo Nozaki        |
| C1     |        | DEN  | Henrik Jorgensen  | GBR  | Terry Hudson   | CAN  | Terry Robinson      |
| C2     |        | IRL  | Darrin Jordan     | USA  | David Osborn   | DEN  | Mansoor Siddiqi     |
| C4-5   |        | USA  | Eric Owens        | GBR  | Norman Burns   | AUS  | Matthew van Eldik   |

### Hink-stap-springen
| Klasse   | Afstand | land | Goud            | land | Zilver             | land | Brons                 |
| -------- | ------- | ---- | --------------- | ---- | ------------------ | ---- | --------------------- |
| A6A8A9L6 | 12.97   | AUS  | Rodney Nugent   | CHN  | Shaomin Yang       | CHN  | Zhongxing Qin         |
| B1       | 9.01    | JPN  | Mineho Ozaki    | URS  | Sergei Sevastianov | ESP  | Jose Manuel Rodriguez |
| B2       | 14.00   | URS  | Vadim Kalmykov  | JPN  | Yukio Mita         | YUG  | Ante Pehar            |
| B3       | 13.23   | FRG  | Ulrich Striegel | BUL  | Donko Angelov      | JPN  | Shoichi Otsuka        |

## Vrouwen

### Estafette
| Rank | Land             | Tijd    |
| ---- | ---------------- | ------- |
| 1    | Italië           | 1:17.78 |
| 2    | Verenigde Staten | 1:18.31 |
| 3    | Hongkong         | 1:23.10 |

| Rank | Land             | Tijd    |
| ---- | ---------------- | ------- |
| 1    | Verenigde Staten | 2:31.17 |
| 2    | Mexico           | 2:33.49 |
| 3    | Italië           | 2:41.43 |

| \| Rank \| Land \| Tijd \| \| ---- \| ---------------- \| ------- \| \| 1 \| Verenigde Staten \| 5:05.59 \| \| 2 \| Australië \| 5:33.82 \| \| 3 \| Italië \| 5:36.54 \| |                  |         |
| Rank | Land             | Tijd    |
| 1 | Verenigde Staten | 5:05.59 |
| 2 | Australië        | 5:33.82 |
| 3 | Italië           | 5:36.54 |

### Hardlopen

#### 100 m
| Klasse   | tijd  | land | Goud                    | land | Zilver                | land | Brons             |
| -------- | ----- | ---- | ----------------------- | ---- | --------------------- | ---- | ----------------- |
| 1C       | 23.69 | MEX  | Leticia Torres          | FRG  | Yolande Hansen        | USA  | Mary Thompson     |
| 2        | 21.64 | ITA  | Francesca Porcellato    | USA  | Brenda Zajac          | MEX  | Dora Garcia       |
| 3        | 19.74 | ITA  | Sabrina Bulleri         | CAN  | Debbi Kostelyk        | KOR  | Min Ok Lee        |
| 4        | 19.57 | USA  | Charla Ramsey           | MEX  | Cecilia Vazquez       | BEL  | Marie-Line Pollet |
| 5-6      | 19.43 | MEX  | Juana Soto              | FRA  | Martine Prieur        | AUS  | Deahnne McIntyre  |
| A1-3A9L2 | 20.38 | KOR  | Min Ae Baek             | FRA  | Valerie Deconde       | CAN  | Linda Hamilton    |
| A4A9     | 15.30 | CAN  | Claude Poumerol         | FRG  | Reinhild Möller       | AUT  | Karin Gambal      |
| A6A8A9L4 | 12.76 | FRG  | Petra Buddelmeyer       | FRG  | Jessica Sachse        | CAN  | Lynette Wildeman  |
| B1       | 13.48 | ESP  | Purificacion Santamarta | KOR  | Bang Wol Kim          | ITA  | Rossella Inverni  |
| B2       | 13.34 | URS  | Raissa Jouravliova      | BRA  | Adria Santos          | URS  | Rimma Batalova    |
| B3       | 13.27 | CHN  | Jihong Zhao             | NZL  | Lesli Mancktelow      | POL  | Helena Leja       |
| C6       | 15.07 | SUI  | Zita Andrey             | BRA  | Marcia Malsar         | CAN  | Sylvie Sauve      |
| C7       | 15.93 | IRL  | Theresa Ward            | NOR  | Siw Kristin Vestengen | USA  | Leslie Roth       |
| C8       | 15.51 | IRL  | Alma Rock               | JPN  | Maki Okada            | IRL  | Camilla McMahon   |

#### 200 m
| Klasse   | tijd  | land | Goud                  | land | Zilver                 | land | Brons             |
| -------- | ----- | ---- | --------------------- | ---- | ---------------------- | ---- | ----------------- |
| 1C       | 48.74 | MEX  | Leticia Torres        | FRG  | Yolande Hansen         | USA  | Jean Waters       |
| 2        | 40.48 | USA  | Brenda Zajac          | ITA  | Francesca Porcellato   | USA  | Ann Walters       |
| 3        | 41.13 | ITA  | Sabrina Bulleri       | USA  | Patricia Durkin        | USA  | Sherry Ann Ramsey |
| 4        | 40.24 | MEX  | Cecilia Vazquez       | BEL  | Marie-Line Pollet      | USA  | Charla Ramsey     |
| 5-6      | 40.36 | AUS  | Deahnne McIntyre      | MEX  | Juana Soto             | USA  | Jean Driscoll     |
| A1-3A9L2 | 38.85 | KOR  | Min Ae Baek           | FRA  | Valerie Deconde        | CAN  | Linda Hamilton    |
| A4A9     | 32.03 | FRG  | Reinhild Möller       | CAN  | Claude Poumerol        | AUT  | Karin Gambal      |
| A6A8A9L4 | 26.46 | FRG  | Petra Buddelmeyer     | FRG  | Jessica Sachse         | CAN  | Lynette Wildeman  |
| C7       | 32.75 | NOR  | Siw Kristin Vestengen | POR  | Maria Albertina Cabral | USA  | Jacquelyn Payne   |
| C8       | 31.42 | CAN  | Sylvie Bergeron       | USA  | Tiffani McCoy          | FRG  | Annette Saeger    |

#### 400 m
| Klasse   | tijd    | land | Goud                  | land | Zilver                  | land | Brons            |
| -------- | ------- | ---- | --------------------- | ---- | ----------------------- | ---- | ---------------- |
| 1C       | 1:33.62 | MEX  | Leticia Torres        | FRG  | Yolande Hansen          | USA  | Jean Waters      |
| 2        | 1:15.14 | DEN  | Ingrid Lauridsen      | AUS  | Yvette McLellan         | USA  | Ann Walters      |
| 3        | 1:19.58 | USA  | Patricia Durkin       | SUI  | Daniela Jutzeler        | GBR  | Tanni Grey       |
| 4        | 1:11.98 | DEN  | Connie Hansen         | MEX  | Cecilia Vazquez         | USA  | Maria Hill       |
| 5-6      | 1:17.93 | MEX  | Juana Soto            | AUS  | Deahnne McIntyre        | USA  | Jean Driscoll    |
| A1-3A9L2 | 1:20.21 | FRA  | Valerie Deconde       | CAN  | Linda Hamilton          | KOR  | Min Ae Baek      |
| A6A8A9L4 | 1:00.93 | FRG  | Petra Buddelmeyer     | FIN  | Tanja Tervonen          | FRG  | Jessica Sachse   |
| B1       | 1:04.16 | URS  | Tamara Pankova        | ESP  | Purificacion Santamarta | ITA  | Rossella Inverni |
| B2       | 59.79   | URS  | Rimma Batalova        | BRA  | Adria Santos            | BRA  | Anelise Hermany  |
| B3       | 1:03.84 | CHN  | Jihong Zhao           | POL  | Helena Leja             | URS  | Danute Chmidek   |
| C7       | 15.93   | NOR  | Siw Kristin Vestengen | POR  | Maria Albertina Cabral  | CAN  | Sonja Atkins     |
| C8       | 1:13.40 | JPN  | Maki Okada            | CAN  | Sylvie Bergeron         | FRG  | Annette Saeger   |

#### 800 m
| Klasse   | tijd    | land | Goud                 | land | Zilver            | land | Brons             |
| -------- | ------- | ---- | -------------------- | ---- | ----------------- | ---- | ----------------- |
| 1C       | 3:12.65 | MEX  | Leticia Torres       | FRA  | Florence Gossiaux | FRG  | Yolande Hansen    |
| 2        | 2:32.40 | DEN  | Ingrid Lauridsen     | USA  | Morrian Lopy      | USA  | Brenda Zajac      |
| 3        | 2:28.97 | USA  | Candace Cable-Brooks | USA  | Sherry Ann Ramsey | SUI  | Daniela Jutzeler  |
| 4        | 2:20.18 | DEN  | Connie Hansen        | USA  | Tracy Miller      | IRL  | Kay McShane       |
| A1-3A9L2 | 2:37.38 | NED  | Janet Jansen         | CAN  | Linda Hamilton    | FRA  | Valerie Deconde   |
| B1       | 2:26.62 | URS  | Tamara Pankova       | ITA  | Rossella Inverni  | YUG  | Refija Okic       |
| B2       | 2:18.05 | URS  | Rimma Batalova       | BRA  | Anelise Hermany   | USA  | Paige McClean     |
| B3       | 2:25.32 | USA  | Patti Egensteiner    | URS  | Danute Chmidek    | USA  | Stephanie DLacour |
| C7       | 3:18.72 | USA  | Susan Moucha         | CAN  | Norma Lorincz     | CAN  | Racquel Head      |
| C8       | 2:59.49 | JPN  | Maki Okada           | USA  | Barbara Buchan    | FRG  | Annette Saeger    |

#### 1500 m
| Klasse   | tijd    | land | Goud                 | land | Zilver             | land | Brons            |
| -------- | ------- | ---- | -------------------- | ---- | ------------------ | ---- | ---------------- |
| 1C       | 6:46.42 | FRG  | Yolande Hansen       | MEX  | Leticia Torres     | USA  | Monique Jannette |
| 2        | 4:48.41 | FRG  | Margit Quell         | USA  | Ann Cody-Morris    | DEN  | Ingrid Lauridsen |
| 3        | 4:30.97 | USA  | Candace Cable-Brooks | USA  | Sherry Ann Ramsey  | SUI  | Daniela Jutzeler |
| 4        | 4:30.29 | DEN  | Connie Hansen        | USA  | Maria Tracy Miller | USA  | Maria Hill       |
| A1-3A9L2 | 4:42.65 | NED  | Janet Jansen         | USA  | Sacajuwea Hunter   | CAN  | Linda Hamilton   |
| B1       | 5:14.49 | URS  | Tamara Pankova       | ITA  | Rossella Inverni   | YUG  | Refija Okic      |

#### 3000 m
| Klasse   | tijd    | land | Goud         | land | Zilver           | land | Brons           |
| -------- | ------- | ---- | ------------ | ---- | ---------------- | ---- | --------------- |
| A1-3A9L2 | 9:59.23 | NED  | Janet Jansen | USA  | Sacajuwea Hunter | KOR  | Myung Soon Kang |

#### 5000 m
| Klasse | tijd     | land | Goud          | land | Zilver          | land | Brons            |
| ------ | -------- | ---- | ------------- | ---- | --------------- | ---- | ---------------- |
| 2      | 15:30.93 | FRG  | Margit Quell  | USA  | Ann Cody-Morris | DEN  | Ingrid Lauridsen |
| 4      | 15:33.04 | DEN  | Connie Hansen | USA  | Tracy Miller    | BEL  | Chris de Craene  |

#### 10.000 m
| Klasse | tijd     | land | Goud         | land | Zilver          | land | Brons            |
| ------ | -------- | ---- | ------------ | ---- | --------------- | ---- | ---------------- |
| 2      | 33:28.40 | FRG  | Margit Quell | USA  | Ann Cody-Morris | DEN  | Ingrid Lauridsen |

### Kegelwerpen
| Klasse | Afstand | land | Goud          | land | Zilver             | land | Brons          |
| ------ | ------- | ---- | ------------- | ---- | ------------------ | ---- | -------------- |
| C3     | 18.36   | USA  | Susan Edwards | IRL  | Lorraine Gallagher | GBR  | Anne Woffinden |

### Discuswerpen
| Klasse | Afstand | land | Goud                   | land | Zilver                  | land | Brons               |
| ------ | ------- | ---- | ---------------------- | ---- | ----------------------- | ---- | ------------------- |
| 1B     | 10.48   | GBR  | Isabel Barr            | PUR  | Isabel Bustamante       | JAM  | Minette Wilson      |
| 2      | 15.24   | USA  | Christine Rupert       | KUW  | Adelah Al-Romi          | IRL  | Christina Dodrill   |
| 3      | 18.74   | USA  | Laura Schwanger        | IRL  | Cathy Dunne-Fitzpatrick | AUS  | Julie Russell       |
| 4      | 19.22   | USA  | Kathryne Lynne Carlton | BEL  | Marie-Line Pollet       | POL  | Halina Sobolewska   |
| 5      | 20.44   | FRG  | Elka Munker            | JAM  | Sylvia Grant            | FRA  | Martine Prieur      |
| B1     | 23.94   | GBR  | Denise Ross            | CHN  | Meijie Song             | AUT  | Hildegard Monschein |
| B2     | 34.20   | POL  | Nada Vuksanovi         | URS  | Raissa Jouravliova      | CAN  | Jacqueline Toews    |
| B3     | 11.22   | USA  | Susan Edwards          | IRL  | Lorraine Gallagher      | GBR  | Anne Trotman        |
| C3     | 11.22   | USA  | Susan Edwards          | IRL  | Lorraine Gallagher      | GBR  | Anne Trotman        |
| C7     | 26.02   | CAN  | Joanne Bouw            | BEL  | Ann-Gael de Saint       | SUI  | Zita Andrey         |

### Afstandswerpen
| Klasse | Afstand | land | Goud       | land | Zilver         | land | Brons        |
| ------ | ------- | ---- | ---------- | ---- | -------------- | ---- | ------------ |
| C1     | 8.33    | POR  | Olga Pinto | USA  | Tracy D'Angelo | GBR  | Kerry Taylor |

### Speerwerpen
| Klasse | Afstand | land | Goud                   | land | Zilver                 | land | Brons               |
| ------ | ------- | ---- | ---------------------- | ---- | ---------------------- | ---- | ------------------- |
| 1B     | 9.30    | JAM  | Minette Wilson         | PUR  | Isabel Bustamante      | GBR  | Isabel Newstead     |
| 2      | 11.34   | KUW  | Adelah Al-Romi         | KEN  | Grace Muteti           | USA  | Christine Rupert    |
| 3      | 15.50   | USA  | Laura Schwanger        | KEN  | Lucy Wanjiru Njorogg   | AUS  | Julie Russell       |
| 4      | 14.16   | POL  | Halina Sobolewska      | USA  | Kathryne Lynne Carlton | JAM  | Henrietta Davis     |
| 5      | 18.94   | ISR  | Zipora Rubin-Rosenbaum | JAM  | Sylvia Grant           | FRG  | Elka Munker         |
| B1     | 18.72   | FRG  | Brigitte Otto-Lange    | CHN  | Meijie Song            | AUT  | Hildegard Monschein |
| B2     | 30.48   | NOR  | Mona Ullmann           | FRG  | Heike Madler           | POL  | Maria Sobiech       |
| C3     | 6.86    | USA  | Susan Edwards          | AUS  | Karen Gill             | GBR  | Anne Trotman        |
| C7     | 24.86   | CAN  | Joanne Bouw            | IRL  | Theresa Ward           | USA  | Deborah Hearn       |

### Verspringen
| Klasse | Afstand | land | Goud               | land | Zilver                  | land | Brons            |
| ------ | ------- | ---- | ------------------ | ---- | ----------------------- | ---- | ---------------- |
| B1     | 4.72    | NED  | Joke van Rijswijk  | ESP  | Purificacion Santamarta | USA  | Lori Bennett     |
| B2     | 5.22    | URS  | Raissa Jouravliova | AUT  | Mariano Susitz          | NOR  | Mona Ullmann     |
| B3     | 4.72    | USA  | Patti Egensteiner  | CHN  | Jihong Zhao             | NZL  | Lesli Mancktelow |

### Marathon
| Klasse | tijd    | land | Goud                 | land | Zilver            | land | Brons         |
| ------ | ------- | ---- | -------------------- | ---- | ----------------- | ---- | ------------- |
| 2      | 2:15:04 | USA  | Tami Oothou          | USA  | Ann Walters       | NZL  | Patricia Hill |
| 3      | 2:09:42 | USA  | Candace Cable-Brooks | USA  | Sherry Ann Ramsey | JPN  | Itsuko Maeda  |
| 4      | 2:05:32 | DEN  | Connie Hansen        | USA  | Tracy Miller      | IRL  | Kay McShane   |

### Vijfkamp
| Klasse | punten   | land | Goud               | land | Zilver                 | land | Brons                   |
| ------ | -------- | ---- | ------------------ | ---- | ---------------------- | ---- | ----------------------- |
| 3      | 4623.95  | USA  | Laura Schwanger    | AUS  | Julie Russell          | IRL  | Cathy Dunne-Fitzpatrick |
| 4      | 3583.46  | BEL  | Marie-Line Pollet  | USA  | Kathryne Lynne Carlton | POL  | Halina Sobolewska       |
| 5-6    | 4512.405 | FRA  | Martine Prieur     | JAM  | Sylvia Grant           | ISR  | Zipora Rubin-Rosenbaum  |
| B2     | 2290     | URS  | Raissa Jouravliova | NOR  | Mona Ullmann           | FIN  | Jaana Oikarainen        |

### Precisie Werpen
| Klasse | punten | land | Goud       | land | Zilver       | land | Brons        |
| ------ | ------ | ---- | ---------- | ---- | ------------ | ---- | ------------ |
| C1     | 96     | POR  | Olga Pinto | GBR  | Kerry Taylor | POR  | Emilia Costa |

### Kogelstoten
| Klasse | Afstand | land | Goud              | land | Zilver                 | land | Brons                  |
| ------ | ------- | ---- | ----------------- | ---- | ---------------------- | ---- | ---------------------- |
| 1B     | 4.80    | PUR  | Isabel Bustamante | GBR  | Isabel Newstead        | JAM  | Minette Wilson         |
| 2      | 6.08    | KUW  | Adelah Al-Romi    | IRL  | Christina Dodrill      | USA  | Christine Rupert       |
| 3      | 6.53    | USA  | Laura Schwanger   | AUS  | Julie Russell          | KEN  | Lucy Wanjiru Njorogg   |
| 4      | 6.05    | YUG  | Milka Milinkovic  | USA  | Kathryne Lynne Carlton | BEL  | Marie-Line Pollet      |
| 5      | 7.83    | GBR  | Dorothy Ripley    | FRG  | Elka Munker            | ISR  | Zipora Rubin-Rosenbaum |
| B1     | 8.82    | AUS  | Patricia Molseed  | GBR  | Denise Ross            | CAN  | Trish Lovegrove        |
| B2     | 11.09   | YUG  | Nada Vuksanovic   | NOR  | Mona Ullmann           | CAN  | Ljiliana Wubisic       |
| C3     | 4.03    | USA  | Susan Edwards     | USA  | Kathleen Barletta      | GBR  | Anne Trotman           |
| C4     | 5.10    | NED  | Ans Bouwmeester   | FRG  | Martina Willms         | CAN  | Marjorie Lynch         |
| C7     | 9.82    | CAN  | Joanne Bouw       | BEL  | Ann-Gael de Saint      | NOR  | Birte Oddny Larsen     |

### Slalom
| Klasse | Tijd    | land | Goud          | land | Zilver           | land | Brons             |
| ------ | ------- | ---- | ------------- | ---- | ---------------- | ---- | ----------------- |
| 3      | 1:57.3  | JPN  | Yumi Ito      | JPN  | Michiyo Watanuki | NZL  | Patricia Hill     |
| 4      | 2:03.6  | JPN  | Rumi Sakauchi | KOR  | Hyun Hee Cho     | JPN  | Schiharu Imaizumi |
| C1     | 1:53.48 | GBR  | Kerry Taylor  | GBR  | Carol Johnson    | USA  | Lee Graybeal      |

## Gemengd

### Estafette
| \| Rank \| Land \| Tijd \| \| ---- \| ---------------- \| ------- \| \| 1 \| Ierland \| 1:48.40 \| \| 2 \| Verenigde Staten \| 1:52.92 \| \| 3 \| Canada \| 1:53.98 \| |                  |         |
| Rank | Land             | Tijd    |
| 1 | Ierland          | 1:48.40 |
| 2 | Verenigde Staten | 1:52.92 |
| 3 | Canada           | 1:53.98 |

Atletiek · Bankdrukken · Basketbal · Boogschieten · Boccia · CP-voetbal · Gewichtheffen · Goalball · Judo · Koersbal · Schermen · Schietsport · Snooker · Tafeltennis · Tennis · Volleybal · Wielersport · Zwemmen
Rome 1960 ·
Tokio 1964 ·
Tel Aviv 1968 ·
Heidelberg 1972 ·
Toronto 1976 ·
Arnhem 1980 ·
New York & Stoke Mandeville 1984 ·
Seoel 1988 ·
Barcelona 1992 ·
Atlanta 1996 ·
Sydney 2000 ·
Athene 2004 ·
Peking 2008 ·
Londen 2012 ·
Rio de Janeiro 2016 ·
Tokio 2020 ·
Parijs 2024 ·
Los Angeles 2028